# NGC 7694
NGC 7694 ist eine irreguläre Galaxie vom Hubble-Typ "Im" im Sternbild Fische auf der Ekliptik. Sie ist schätzungsweise 107 Millionen Lichtjahre von der Milchstraße entfernt. Die Entfernungsmessungen basierend auf den Radialgeschwindigkeiten stimmen nicht mit den rotverschiebungsunabhängigen Entfernungsschätzungen von 46 ± 1 Millionen Lichtjahren überein.
Das Objekt wurde am 20. September 1784 von Wilhelm Herschel entdeckt.